# Plainview (Nebraska)
Plainview – miasto w Stanach Zjednoczonych, w stanie Nebraska, w hrabstwie Pierce.
Z Plainview pochodzi Ben Sasse, amerykański polityk, senator ze stanu Nebraska.